# Karanac (Kneževi Vinogradi)

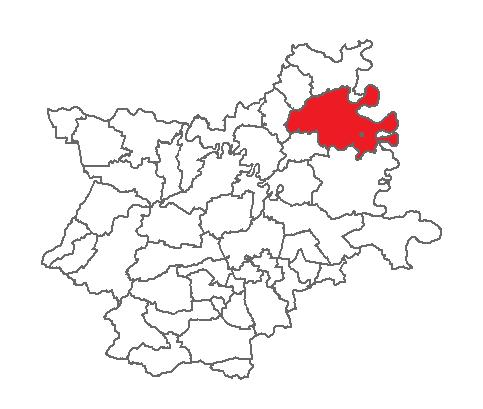
Lage der Siedlung Karanac in der Gespanschaft Osijek-Baranja

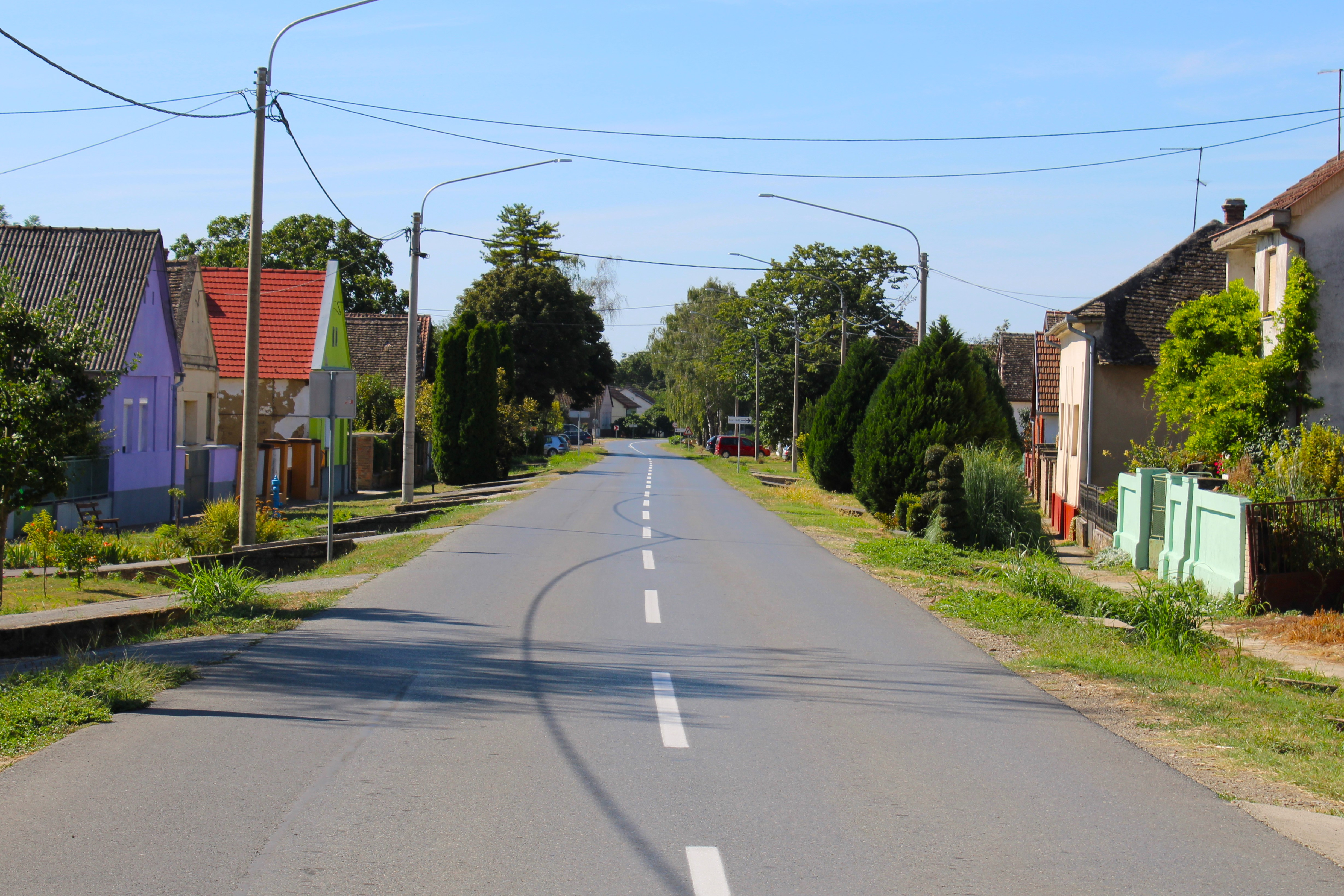
Hauptstraße

Karanac (ungarisch Karancs) ist ein Dorf in der Gemeinde Kneževi Vinogradi in der Gespanschaft Osijek-Baranja im Nordosten Kroatiens. Es hat 683 Einwohner (2021) und liegt nahe der kroatisch-ungarischen Grenze.

## Geographie
Der Ort befindet sich 29 Kilometer von Osijek entfernt und bis nach Kneževi Vinogradi sind es ca. 3 Kilometer. Die Staatsgrenzen von Ungarn und Serbien sind nur wenige Kilometer entfernt.

## Geschichte

### Antike
Karanac wurde bereits von Römern besiedelt. Am Ortsrand fand man in einem Acker Fragmente aus dieser Zeit und es wird vermutet, dass sich an dieser Stelle eine Villa sowie eine Nekropole befand. Viele der Funde waren, wegen massiven Ackerbaus im Laufe der Zeit, in einem desolaten Zustand. Ebenso wurden in der Nähe des Dorfes die Überreste einer römischen Straße entdeckt.

### Mittelalter
Erstmals wurde die Siedlung 1357 als Karanch in einer Schenkungsurkunde erwähnt, indem stand, dass der ungarische König Ludwig I.  das Gut an Péter Herczeg von Szölős übergab.
König Sigismund stellte in den Jahren 1390, 1426 und 1428 drei Schenkungsbriefe an seine Gefolgsleute aus. Weitere Erwähnungen des Dorfes aus den Jahren 1468 und 1474 gab es in einer Urkunde des Königs Matthias. Im Jahr 1526 wurde der Ort, so wie die ganze Region, von den Türken erobert und besetzt. Damals gab es ganz in der Nähe noch die zwei Dörfer Arki und Rev, die im Laufe der Jahrhunderte verschwanden.

### Neuzeit
Nach dem Ende des Ersten Weltkrieges und bis zum Friedensvertrag von Trianon gehörte die Region zum Komitat Baranya. Im Jahr 1918 wurde es dem neuen Königreich Jugoslawien zugesprochen. Während des 2. Weltkrieges, von 1941 bis 1945, gehörte das Gebiet wieder zu Ungarn. Nach Ende des Zweiten Weltkrieges folgte dann die Eingliederung in die SFR Jugoslawien.
Nach der Unabhängigkeit Kroatiens 1991 und dem darauffolgenden Kroatienkrieg fiel der Ort in die Hände der aufständischen Serben. Die nichtserbische Bevölkerung wurde teilweise vertrieben. Im Jahr 1998 wurde Karanac und die südliche Baranja per Friedensabkommen an Kroatien friedlich eingegliedert.

## Bevölkerung
Laut der Volkszählung von 1910 hatte Karanac damals 1665 Einwohner. Zu der Zeit lebten damals in dem Dorf 1014 Ungarn, 558 Deutsche, 82 Serben, jeweils 2 Slowaken und Kroaten sowie 7 andere Nationalitäten. Die Bevölkerung des Dorfes hatte im Jahr 1931 die größte Bevölkerungszahl von 1886 Einwohnern erreicht. Danach sank die Zahl auf 683 Einwohner (Stand 2021).
| Bevölkerungsentwicklung | Bevölkerungsentwicklung | Bevölkerungsentwicklung | Bevölkerungsentwicklung | Bevölkerungsentwicklung | Bevölkerungsentwicklung | Bevölkerungsentwicklung | Bevölkerungsentwicklung | Bevölkerungsentwicklung | Bevölkerungsentwicklung | Bevölkerungsentwicklung | Bevölkerungsentwicklung | Bevölkerungsentwicklung | Bevölkerungsentwicklung | Bevölkerungsentwicklung | Bevölkerungsentwicklung | Bevölkerungsentwicklung |
| ----------------------- | ----------------------- | ----------------------- | ----------------------- | ----------------------- | ----------------------- | ----------------------- | ----------------------- | ----------------------- | ----------------------- | ----------------------- | ----------------------- | ----------------------- | ----------------------- | ----------------------- | ----------------------- | ----------------------- |
| 1857                    | 1869                    | 1880                    | 1890                    | 1900                    | 1910                    | 1921                    | 1931                    | 1948                    | 1953                    | 1961                    | 1971                    | 1981                    | 1991                    | 2001                    | 2011                    | 2021                    |
| 1037                    | 1525                    | 1474                    | 1679                    | 1680                    | 1665                    | 1674                    | 1886                    | 1469                    | 1569                    | 1773                    | 1670                    | 1491                    | 1466                    | 1065                    | 928                     | 683                     |

## Wirtschaft
Die Landwirtschaft im Bereich des Ackerbaus, der Viehzucht und des Weinbaus sind die hauptsächlichen Einkommensquellen der Siedlung. Auch der Tourismus von Karanac als Ökodorf gewinnt immer mehr an Bedeutung.

## Sehenswürdigkeiten
- Die römisch-katholische Kirche wurde 1830 durch Erweiterung der ehemaligen Kapelle auf Kosten von Kázmér Esterházy erbaut und 1878 renoviert.

- Die reformierte Kirche wurde 1808 an der Stelle der ehemaligen Kirche errichtet. Im Jahr 1869 schlug ein Blitz in den Turm ein und beschädigte ihn sehr schwer. Die Kirchenorgel wurde 1862 vom Orgelbaumeister Lajos Moser gebaut. Es folgten in den Jahren 1983, 1998, 2004 und 2006 Renovierungsarbeiten.

- Der Bau der serbisch-orthodoxen Kirche, die dem Heiligen Stefan Štiljanović gewidmet ist, begann 1988, wurde aber aufgrund des Kroatienkrieg erst 2002 fertig gestellt.

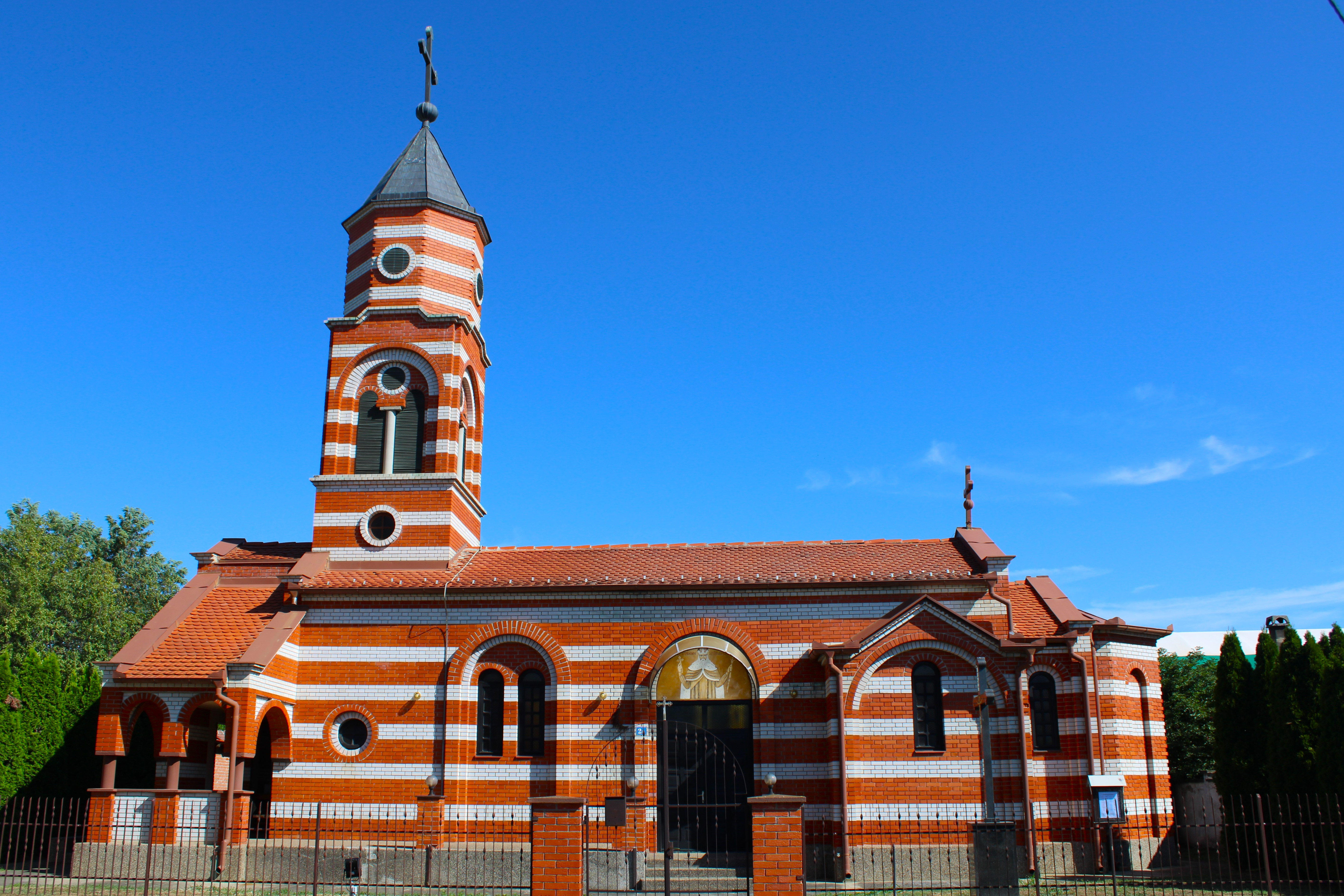
Orthodoxe Kirche
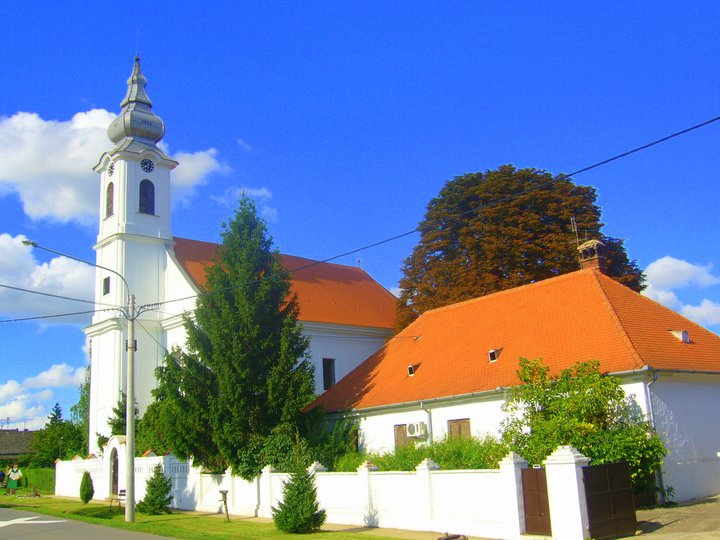
Protestantische Kirche
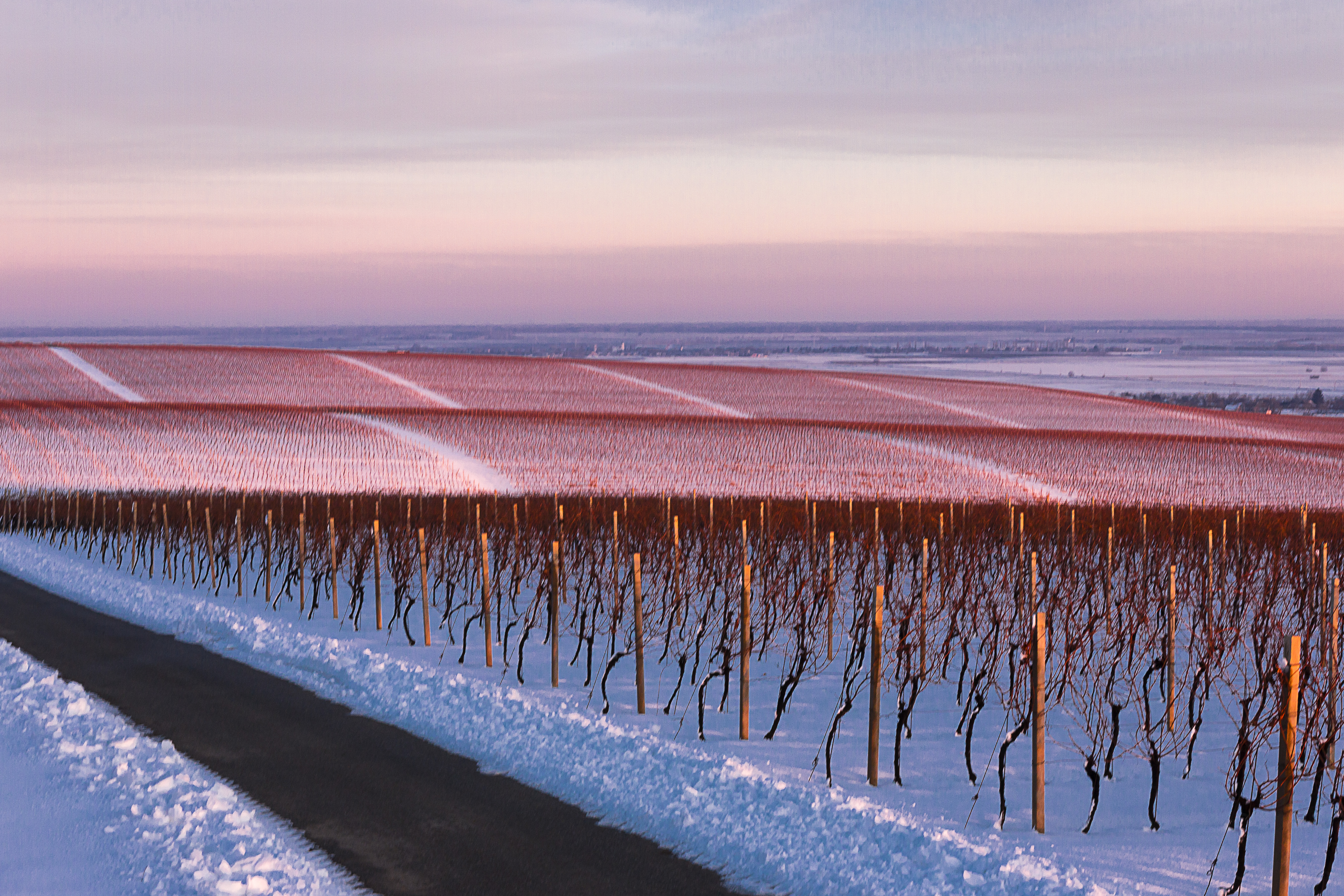
Weinberge im Winter in der Nähe von Karanac
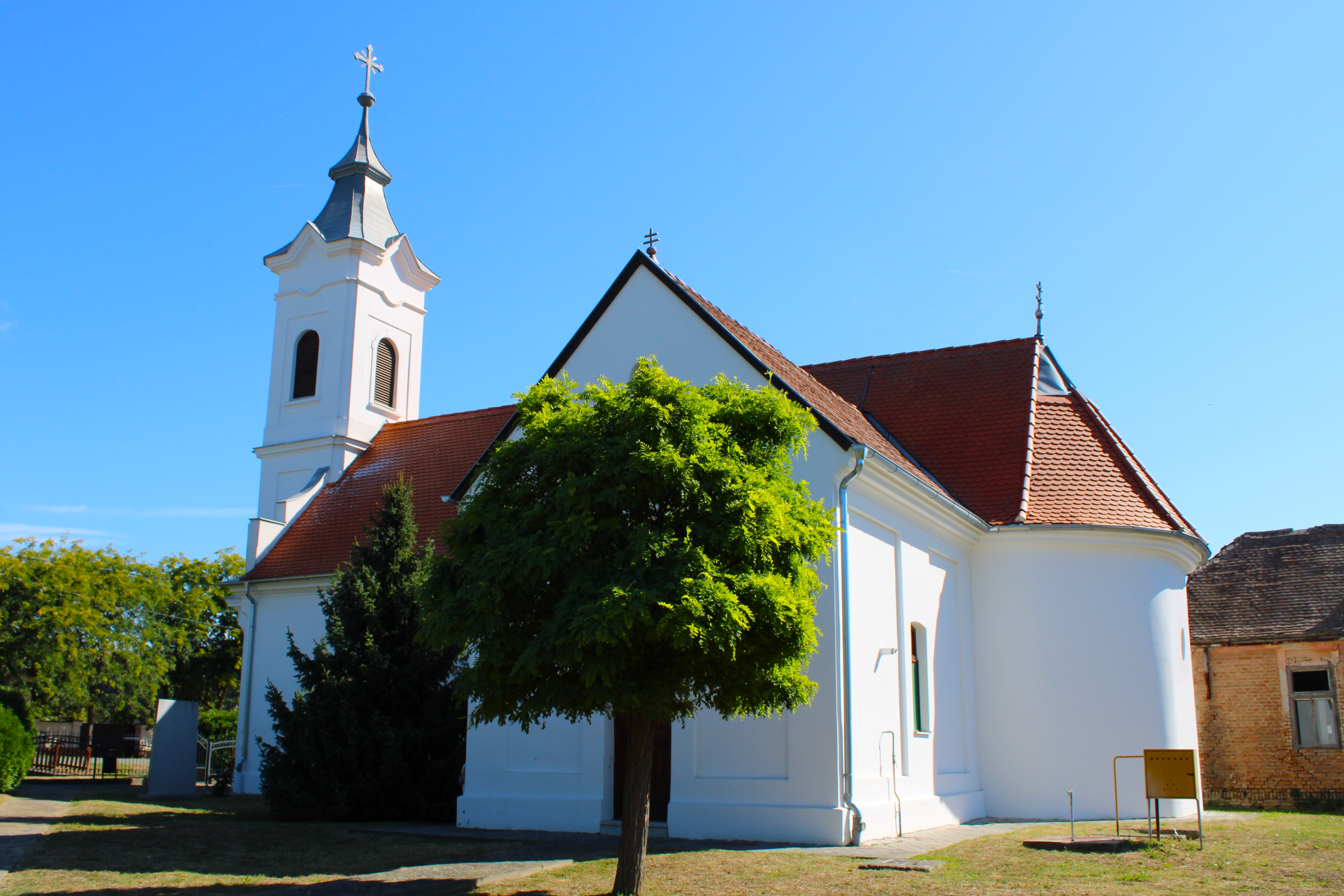
Römisch-katholische Kirche
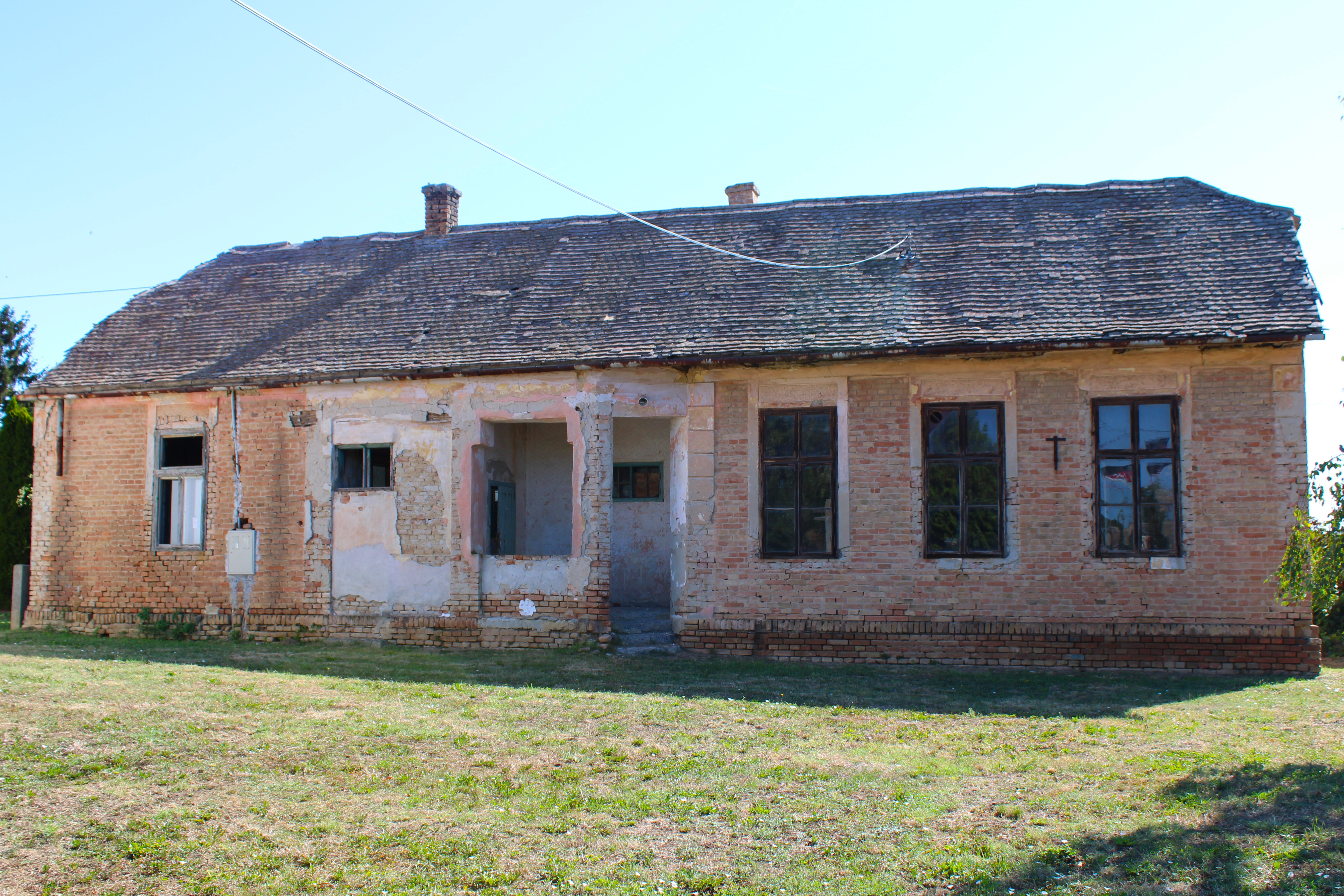
Katholisches Pfarrhaus
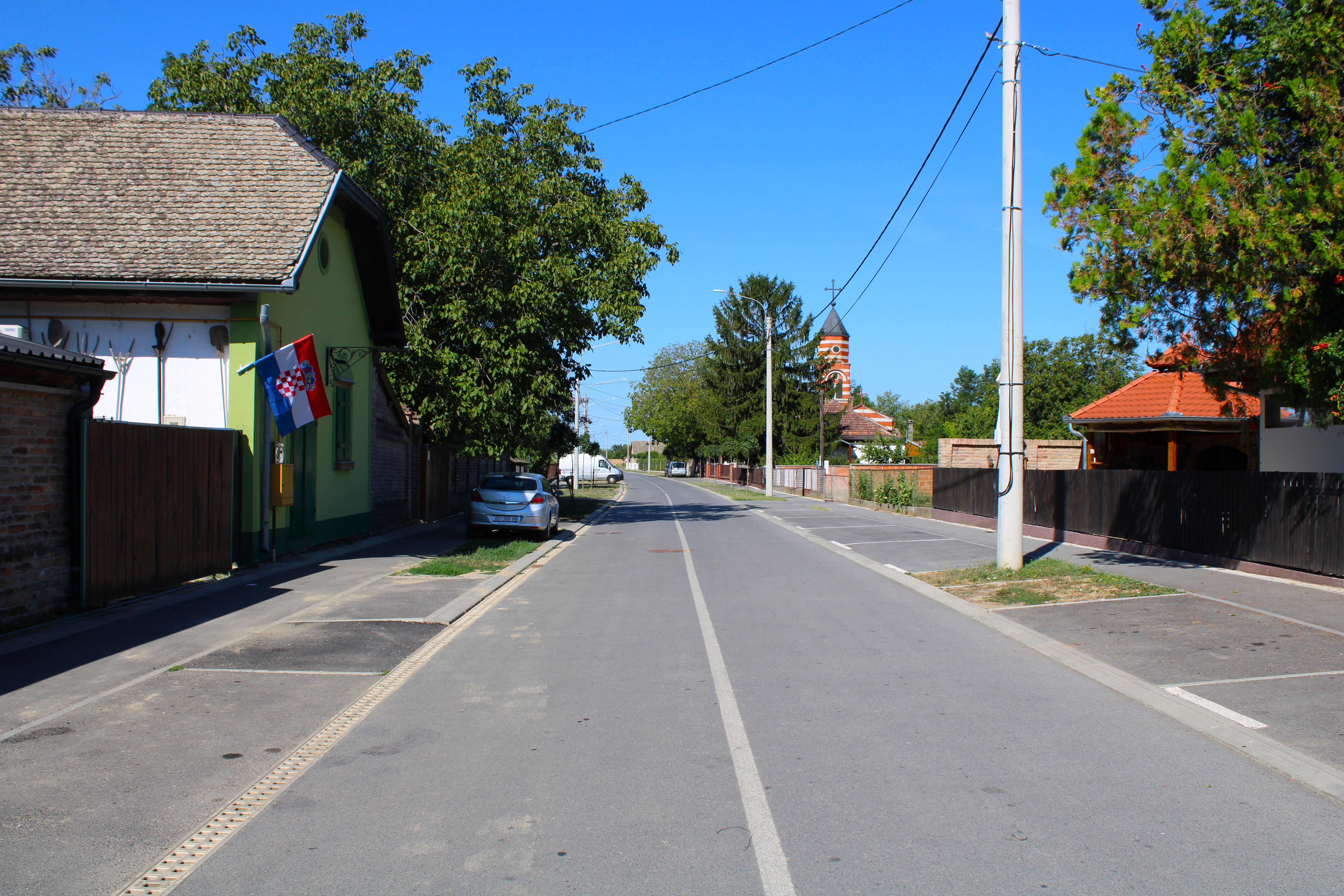
Straßenansicht in Karanac
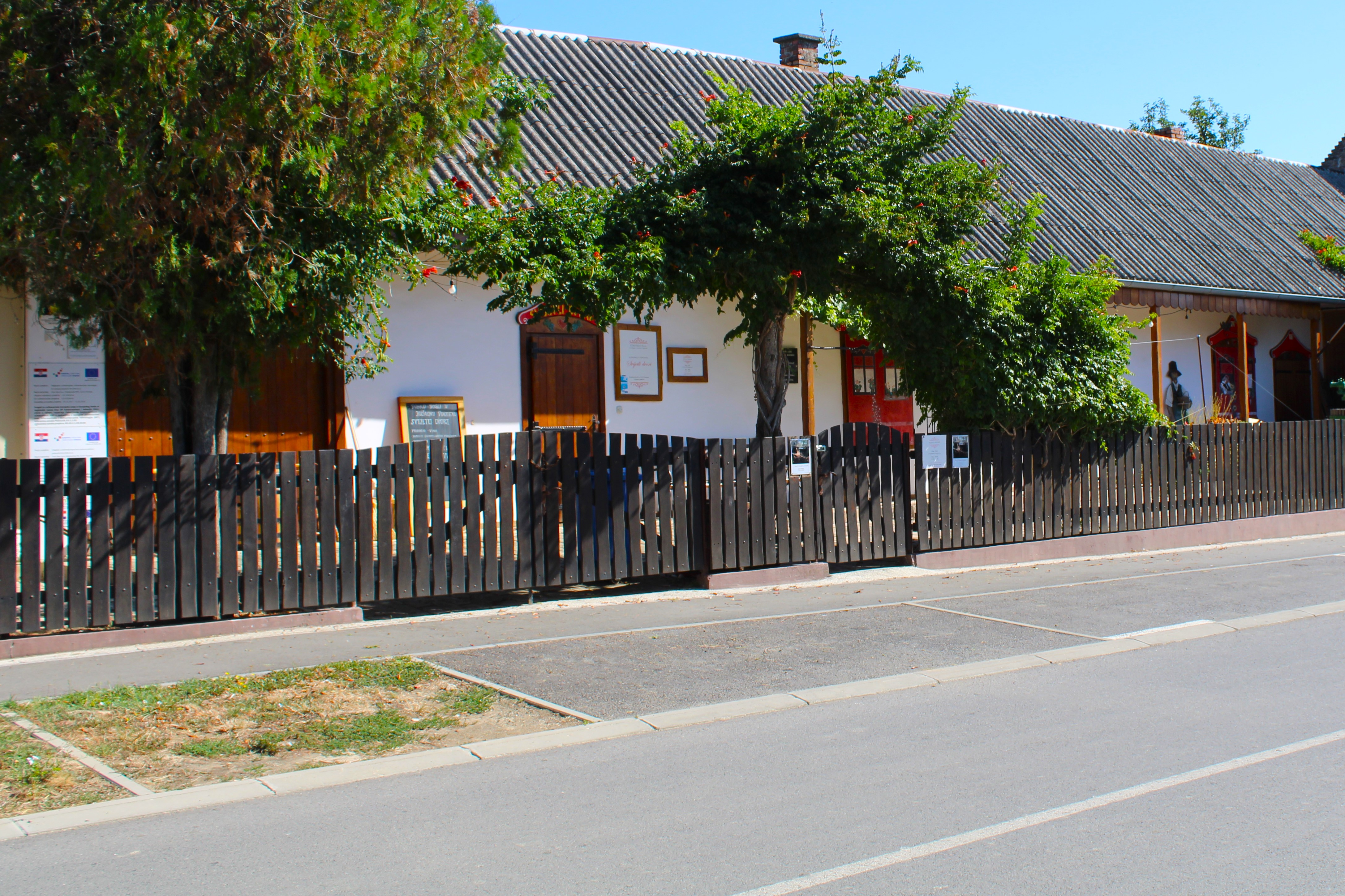
Ehemaliges Bauernhaus

## Kulturvereine
Im kroatischen Vereinsregister Registar udruga Republike Hrvatske sind 10 Vereine mit Sitz in Kotlina registriert (Stand: VIII/2023):
- Freiwillige Feuerwehr „DVD Karanac“
- Verein für Erhaltung des traditionellen Handwerks „Čuvari starih zanata“
- Frauenverein „Udruga Žena“
- Ungarischer Kulturverein
- Verein für Gerechtigkeit „Pravda za sve“
- Gemeinschaft der Ungarn aus Karanac
- Kinder- und Jugendverein „Zamijenite nam tugu osmijehom“

## Sportvereine
- Fußballverein NK Polet Karanac
- Pferdeverein „Donat“

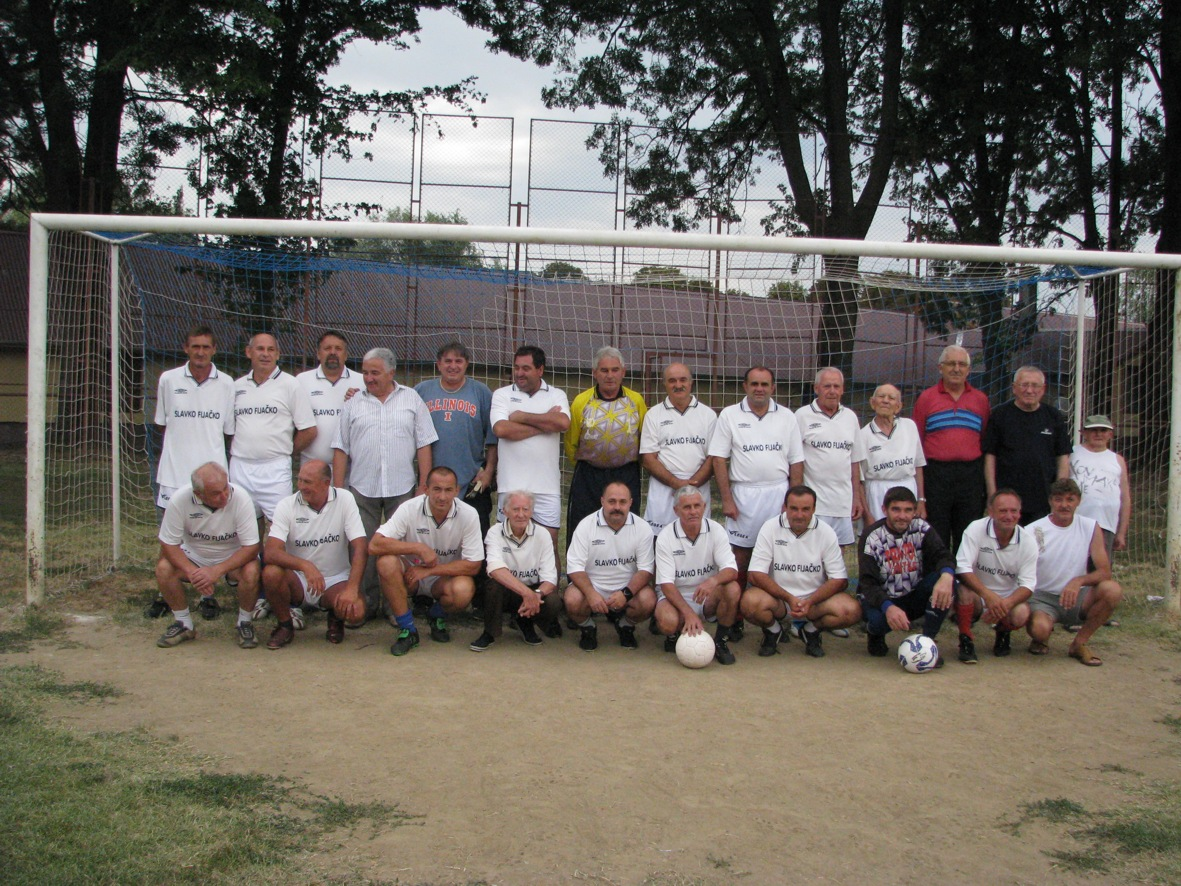
Fußballmannschaft der Veteranen NK Polet von 2008

- Sportverein für Menschen mit Behinderung „Lane“
- Jagdgesellschaft „Srndać“